# تمر (سوادکوه)
تمر، روستایی است از توابع شهرستان سوادکوه شمالی در استان مازندران ایران.

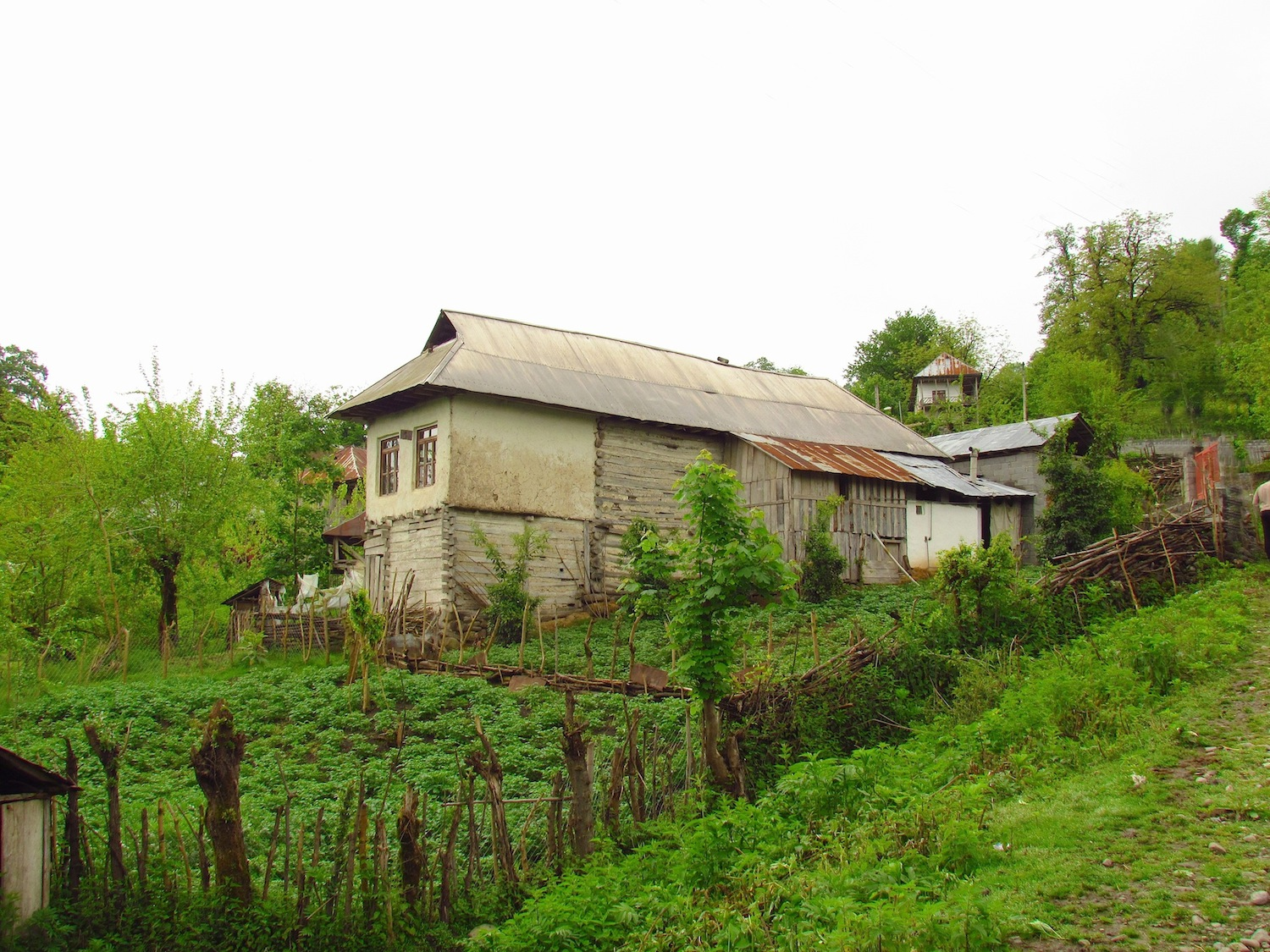
روستای تمر

## جمعیت
این روستا در دهستان لفور قرار دارد و براساس سرشماری مرکز آمار ایران در سال ۱۳۸۵، جمعیت آن ۷۴ نفر (۲۴خانوار) بوده‌است.